# Средње Село (Шолта)
Средње Село је насељено место у саставу општине Шолта, на острву Шолти, Сплитско-далматинска жупанија, Република Хрватска.

## Историја
До територијалне реорганизације у Хрватској налазило се у саставу старе општине Сплит.

## Становништво
На попису становништва 2011. године, Средње Село је имало 104 становника.
| Број становника по пописима | Број становника по пописима | Број становника по пописима | Број становника по пописима | Број становника по пописима | Број становника по пописима | Број становника по пописима | Број становника по пописима | Број становника по пописима | Број становника по пописима | Број становника по пописима | Број становника по пописима | Број становника по пописима | Број становника по пописима | Број становника по пописима | Број становника по пописима |
| --------------------------- | --------------------------- | --------------------------- | --------------------------- | --------------------------- | --------------------------- | --------------------------- | --------------------------- | --------------------------- | --------------------------- | --------------------------- | --------------------------- | --------------------------- | --------------------------- | --------------------------- | --------------------------- |
| 1857                        | 1869                        | 1880                        | 1890                        | 1900                        | 1910                        | 1921                        | 1931                        | 1948                        | 1953                        | 1961                        | 1971                        | 1981                        | 1991                        | 2001                        | 2011                        |
| 256                         | 325                         | 316                         | 355                         | 394                         | 372                         | 324                         | 309                         | 321                         | 308                         | 285                         | 206                         | 143                         | 150                         | 128                         | 104                         |

Напомена: У 1948. исказано под именом Средње Село на Шолти.

### Попис1991.
На попису становништва 1991. године, насељено место Средње Село је имало 150 становника, следећег националног састава:
| Попис 1991.‍  | Попис 1991.‍  | Попис 1991.‍ | Попис 1991.‍ | Попис 1991.‍ |
| ------------ | ------------ | ----------- | ----------- | ----------- |
|              |              |             |             |             |
| Хрвати       | Хрвати       |             | 139         | 92,66%      |
| Југословени  | Југословени  |             | 3           | 2,00%       |
| Муслимани    | Муслимани    |             | 3           | 2,00%       |
| Мађари       | Мађари       |             | 1           | 0,66%       |
| Немци        | Немци        |             | 1           | 0,66%       |
| Срби         | Срби         |             | 1           | 0,66%       |
| регион. опр. | регион. опр. |             | 1           | 0,66%       |
| непознато    | непознато    |             | 1           | 0,66%       |
| укупно: 150  |              |             |             |             |